# Deerlijk
Deerlijk är en kommun i Belgien.   Den ligger i provinsen Västflandern och regionen Flandern, i den västra delen av landet, 70 km väster om huvudstaden Bryssel. Antalet invånare är 11 272.
Trakten runt Deerlijk består till största delen av jordbruksmark. Runt Deerlijk är det ganska tätbefolkat, med 90 invånare per kvadratkilometer.